# Улица Николая Голего
Улица Николая Голего (укр. Вулиця Миколи Голего) — улица в Соломенском районе города Киева. Пролегает от улицы Вадима Гетьмана до улицы Нежинской, в исторически сложившейся местности (районе) Караваевы дачи.
К улице Николая Голего примыкают улицы Татьяны Яблонской, улица Андрея Мельника, продолжает её в юго-западном направлении Нежинская улица.
По названию улицы именуется остановка общественного транспорта по улице Вадима Гетьмана.

## История
Улица под названием дорога № 6 возникла в начале XX века. В периоды 1920–1926 и 1931–1952 годов называлась Строптивая улица, в 1926–1931 годах — улица Васильева. 
3 февраля 1952 года улица Васильева была переименована в улицу Лебедева-Кумача — в честь советского поэта Василия Ивановича Лебедева-Кумача, согласно Решению исполнительного комитета Киевского городского совета депутатов трудящихся № 5 «Про изменения наименований улиц». 
В 1958 году к улице была присоединена часть Дашавской улицы (между современными улицами Вадима Гетьмана и Татьяны Яблонской), а другая часть вошла в состав Нижнеключевой улицы. В 1980-е годы старая застройка улицы была ликвидирована. 
12 октября 2017 года улица получила современное название — в честь советского и украинского учёного Николая Лукича Голего, согласно Решению Киевского городского совета № 189/3196 «Про переименование улицы в Соломенском районе города Киева».

## Застройка
Улица пролегает в юго-западном направлении. Имеет по два ряда движения в обе стороны. Вдоль (севернее) большей части улицы в подземном коллекторе протекает река Лыбедь. 
Чётная и нечётная стороны улицы заняты многоэтажной жилой застройкой (9-14-этажные дома, по одному 17-, 18- и 23-этажному дому). 
Учреждения:
- дом № 8 — школа № 324;
- дом № 8 — автоматическая телефонная станция;
- дома № 14 и 18 — в ведении ВСУ.